# Riatina karralla
Riatina karralla är en insektsart som beskrevs av Otte, D. och R.D. Alexander 1983. Riatina karralla ingår i släktet Riatina och familjen syrsor. Inga underarter finns listade i Catalogue of Life.